# Tóka þáttr Tókasonar
Tóka þáttr Tókasonar o El relato de Toki Tokason es una historia corta (o þáttr) escrita en nórdico antiguo y pertenece al grupo de sagas legendarias que se conserva en Flateyjarbók. Joseph Harris la encuadra dentro de los relatos de «contacto pagano», escritas en el periodo de la conversión hacia la cristianización de Islandia. Aparentemente es una variante derivada de Norna-Gests þáttr y fue compuesta hacia el siglo XIV.